# 大トロ倶楽部
『大トロ倶楽部』（おおトロくらぶ）は、1987年（昭和62年）から1990年（平成2年）までファミコン通信に連載されていた片山まさゆきの漫画作品。

## 概要
テレビゲームを題材としたギャグ漫画で、基本的に1話完結。1話につき一つのゲームソフトをテーマとして扱っているが、『ドラクエII』と『ファミスタ』といったように複数のゲームソフトをミックスさせた話もある。ファミコン全盛期に描かれた作品であるため、扱ったゲームのほとんどがファミコン用ソフトである。登場する人物名や固有名詞はテレビゲームにちなんだものが多い。
また片山の大ヒット麻雀漫画『ぎゅわんぶらあ自己中心派』のゲームがファミコン化された際には、ファミコン通信の特別付録として『ぎゅわんぶらあ大トロ倶楽部』が掲載され、それぞれの漫画のキャラの競演が実現した。
単行本は全2巻。ただし、諸般の事情で全話が収録されているわけではない。
2006年6月30日発売のファミ通7月14日増刊号にて、1話読み切りという形で復刻掲載された。
2016年より、株式会社Jコミックテラスが運営するウェブサイト「マンガ図書館Z」にて電子書籍として本作の1巻と2巻が復刻された。無料での閲覧に加え、有料での購入も可能。

## 主な登場人物
吉田 勝因（よしだ しょういん）
都立月下手高校の生徒で、ファミコンカセットを全て所有しているゲームマニアなのだが、そのわりにはゲームが下手。自分勝手な番長にいつも手を焼いている。オチでは悲惨な目に遭うことが多く、番長にはゲーム勝負の賭けで自宅を乗っ取られることも。社会に出てからはゲームを卒業した。吉田松陰とは全くの無関係で、名前だけがモデル。
理瀬戸 竜（リセット りゅう）
長髪の二枚目。吉田のクラスメイト。一見、クールな美形キャラを装っているが、実はお調子者でゲームは下手。姑息な手段を使ってみたり、ゲームに細工（というよりプログラムの改造）が施されてたりなどして、なぜか勝ってしまう男。初期〜中期では吉田のピンチを度々助けるヒーロー的なポジションだったが、後期では吉田と菜夢子のデートを嫉妬して邪魔したり、ナンパの為に簡単に吉田を見捨てるなどもするようになる。大人になっても仕事をせずに相変わらずゲームをしている。
番台 菜夢子（ばんだい ナムコ）
吉田の憧れのポニーテールの女の子として登場したが、中盤以降は主要なツッコミ要員と化している。しばしばゲーム勝負では賭けの対象にされてしまう。ゲームをプレイ中に最初に1回ミスしただけでやる気がなくなり、すぐにリセットボタンを押してしまうクセがある。初期は竜に好意を抱いていたようだが、話が進む毎にそういった描写は見られなくなり吉田とも気軽にデートするようになった。復刻掲載の際のキャラクター紹介にて「バンダイとナムコの併合を予期していたかのようだ」と書かれていた。
番長 リキ（ばんちょう リキ）
その名の通りの番長で、典型的なジャイアニスト。スキンヘッドでマッチョな体格をしており、力こぶで着ている服を破く事が出来る。見た目が高校生離れしてるのでオッサン扱いされることも。いつも吉田の家を賭けてゲームの勝負をする。一人称は「ワシ」。
小涙ちゃん（コナミちゃん）
ピンク髪のショートヘアで、途中から登場した準ヒロイン。菜夢子と同様、賭けの対象にされることが多い女の子。竜が阿修羅と勝負に勝利した際に賭けの対象にされていたので竜の彼女になった。
ティーチャー
吉田達の担任の女性教師。本名は不明。担当科目は英語だが英語力はあまりなく、それどころかゲームソフトの発売日に学校をサボって行列に並んだり、授業を自習にしてゲームを職員室でプレイしたりする教師らしからぬ人物。
子分A（こぶんエー）
番長の子分。ニキビ顔。
子分B（こぶんビー）
番長の子分。たらこ唇。
阿修羅（アシュラ）
小涙ちゃんの「ステディ」のRPGマニア。登場早々、竜との女神転生勝負に負けて小涙ちゃんを取られ、以後はただの脇役となった。
ホブソン高崎（ホブソンたかさき）
18連射ができるゲーム名人。モデルは高橋名人。RPGが得意だが「ファミコンは1日1時間」だったり、ピンチの時にRPGでは意味の無い連射を繰り出してしまい勝負に負けた。ユキという彼女がいる。雑誌掲載時は「ハドソン高橋」だった。
白鳥さん（しらとりさん）
転校してきたお金持ちのお嬢様。最新の人気ゲームよりは定番のパズルゲームなどを好み谷川浩司をこよなく愛する。

## 題材となったゲーム
主なゲームを五十音順で並べている。+は双方のゲームがミックスされて登場したものである。
- 蒼き狼と白き牝鹿・ジンギスカン
- ウルティマ 聖者への道
- キャプテン翼
- キングオブキングス
- ゴルフJAPANコース+北海道連鎖殺人 オホーツクに消ゆ
- サラダの国のトマト姫
- 真田十勇士+究極ハリキリスタジアム
- 三國志
- 三国志 中原の覇者
- 上海
- スマッシュピンポン
- テトリス
- 天地を喰らう
- ドラゴンクエストIII そして伝説へ…
- ドラゴンクエストIV 導かれし者たち
- 中山美穂のトキメキハイスクール+マイクタイソン・パンチアウト!!
- 信長の野望
- プロ野球ファミリースタジアム+ドラゴンクエストII 悪霊の神々
- ファイナルファンタジー
- ファイナルファンタジーIII
- ファミコンウォーズ
- ファミコングランプリ F1レース
- ファミリージョッキー+熱血硬派くにおくん
- ベストプレープロ野球
- MOTHER
- 水戸黄門+聖闘士星矢 黄金伝説
- 女神転生
- 女神転生II
- 桃太郎伝説

## ゲーム
ぎゅわんぶらあ自己中心派 2　ファミリーコンピュータ　1990年12月7日　アスミック
本作の大トロ倶楽部より吉田勝因と番長リキの2名が登場する。

## 刊行物
- 大トロ倶楽部1　ISBN 4-7561-0675-7
- 大トロ倶楽部2　ISBN 4-7561-0676-5